# Wrightsville Beach
Wrightsville Beach es un pueblo ubicado en el condado de New Hanover en el estado estadounidense de Carolina del Norte. Según las estimaciones del año 2009 tenía una población de 2.670 habitantes y una densidad poblacional de 750.3 personas por km².

## Geografía
Wrightsville Beach se encuentra ubicado en las coordenadas 34°12′40″N 77°47′55″O / 34.21111, -77.79861.

## Demografía
Según la Oficina del Censo en 2000 los ingresos medios por hogar en la localidad eran de $55.903, y los ingresos medios por familia eran $71.641. Los hombres tenían unos ingresos medios de $35.388 frente a los $36.083 para las mujeres. La renta per cápita para la localidad era de $36.575. Alrededor del 2.0% de las familias y del 9.5% de la población estaban por debajo del umbral de pobreza.